# Småsporig tråding
Småsporig tråding (Inocybe glabripes) är en svampart som beskrevs av Ricken 1915. Inocybe glabripes ingår i släktet Inocybe och familjen Inocybaceae.   Inga underarter finns listade i Catalogue of Life.
I den svenska databasen Dyntaxa används istället namnet Inocybe microspora för samma taxon.  Arten är reproducerande i Sverige.